# Stăncești, Mehedinți
Stăncești este un sat ce aparține orașului Strehaia din județul Mehedinți, Oltenia, România.